# Torpedo de Bangalore

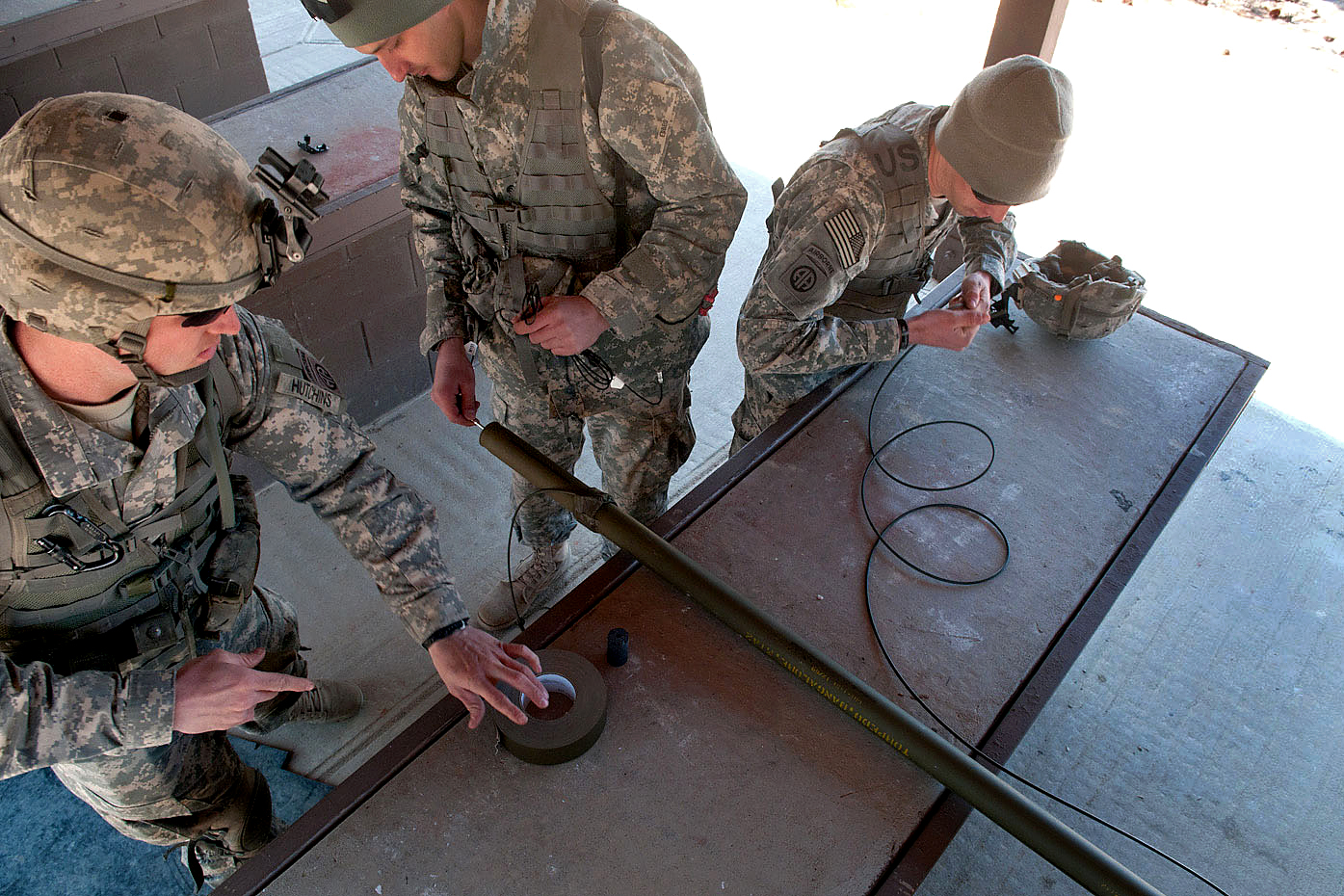
soldados engenheiros norte-americanos da 1ª Brigada da 82° Divisão Aerotransportada dos EUA preparando detonadores num torpedos de bangalore. Imagem de 23 de fevereiro de 2011

Torpedo de bangalore (também chamado de mina de bangalore ou simplesmente bangalore) é um artefato bélico que se caracteriza pelo uso de explosivos acondicionado dentro de tubos metálicos conectados. Em unidades militares, o dispositivo faz parte de táticas utilizada pelas divisões de Engenharia Militar ou Engenharia de Guerra para a eliminação de obstáculos, tais como minas terrestres ou arames farpados, abrindo caminho para a infantaria.

## Características
O dispositivo é um tubo metálico que pode chegar ao comprimento máximo de 15 metros, depois de conectados 10 seções de 1,5 metros cada, através de conectores rosqueados na ponta de cada seção. O diâmetro do tubo é de 54 mm e cada seção de 1,5 m pode pesar até 5,9 kg. Em seu interior é adicionado Trinitrotolueno ou C-4. Após detonado, o torpedo limpa o terreno e oferece um caminho de 3 a 4 metros de largura para que soldados da infantaria possam progredir em segurança.
Na atualidade, o dispositivo é fabricado pela Mondial Defence Systems, empresa britânica com unidade fabril na cidade de Poole, que fornece para as forças armadas dos Estados Unidos e Reino Unido.

## História

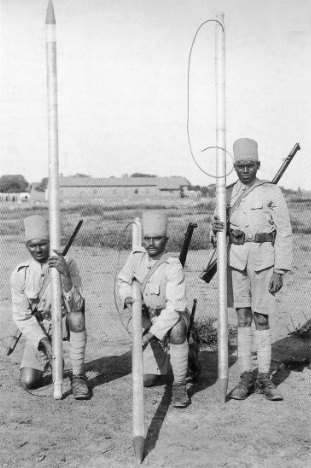
soldados indianos da Madras Sappers com torpedos de bangalore. Imagem de 1916

O torpedo foi desenvolvido pelo então capitão do Real Corpo de Engenharia, R.L. McClintock, que em 1912 comandava uma unidade da Madras Engineer Group do Exército da Índia Britânica em Bangalore (o nome do torpedo é uma homenagem a cidade onde foi criado). McClintock e os Madras tinham por objetivo, destruir armadilhas explosivas e barricadas que eram sobras da Segunda Guerra dos Bôeres e da Guerra Russo-Japonesa. Com a experiência em campo, McClintock inspirou-se em foguetes propulsores que Fateh Ali Tipu  desenvolveu nas Guerras Anglo-Mysore e elaborou um protótipo, neste mesmo ano, utilizando um cano metálico de 1,8 m como detonador, conectado, através de mangas de conexão, a várias seções de canos preenchidos com explosivos. Em seus testes, o artefato garantiu maior segurança, rapidez e agilidade no cumprimento das tarefas.
Em guerras, o torpedo de bangalore foi utilizado pela primeira vez na Primeira Guerra Mundial, em 1914 e ao longo de todo o conflito; mas na Batalha de Cambrai, teve papel vital para que os britânicos ultrapassassem a linha Hindenburg. Também foi utilizado na Segunda Guerra Mundial, principalmente na Praia de Omaha, como também na Guerra da Coreia, Guerra do Yom Kippur ou em algumas operações no Afeganistão.